# Vladimir Sjmeljov
Vladimir Sjmeljov, född 31 augusti 1946 i Magadan, Magadan oblast, död 14 juni 2023 i Moskva oblast, var en rysk idrottare inom modern femkamp som tävlade för Sovjetunionen.
Han tog OS-guld i lagtävlingen i samband med de olympiska tävlingarna i modern femkamp 1972 i München.